# Rosalina Tuyuc Velásquez
Rosalina Tuyuc Velásquez (San Juan Comalapa (Chimaltenango), 1956) is een Guatemalteeks mensenrechtenverdedigster en politica. Ze is stamt van het Mayavolk Kaqchikel.

## Leven en werk
Tuyuc ondervond aan het begin van haar volwassen leven in de jaren tachtig enkele schokkende ervaringen. Eerst werd namelijk in juni 1982 haar vader door het Guatemalteekse leger gekidnapt en vermoord. Drie jaar later, op 24 mei 1985, overkwam haar man hetzelfde lot.
Zij realiseerde zich dat zij niet de enige vrouw in Guatemala was met een dergelijk lot en daarom richtte ze in 1988 de Coordinadora Nacional de Viudas de Guatemala op (CONAVIGUA, Nationale Verbond van Guatemalteekse Weduwen), dat uitgroeide tot een toonaangevende mensenrechtenorganisatie in het land.
In 1995 nam ze zitting in het parlement voor het Frente Democrático Nueva Guatemala (FDNG, 'Democratisch Front Nieuw Guatemala') en diende ze als vicevoorzitter van het parlement voor die periode.
Op 6 juli 2004 kreeg ze door een benoeming van president Óscar Berger een zetel in de Comisión Nacional de Resarcimiento (Nationale Commissie voor Schadeloosstelling). Ze bekritiseerde dezelfde commissie echter in 2011 vanwege het falen in het aanpakken van de schade die is ontstaan door de oorlog.

## Erkenning
In 1994 werd Tuyuc onderscheiden met de Franse Legioen van Eer voor haar humanitaire activiteiten.
Voor haar mensenrechtenstrijd werd ze in 1998 onderscheiden met de Nederlandse Geuzenpenning, samen met vier andere mensenrechtenverdedigers.